# سمانیه، قنا
سمانیه (به عربی: السمانية)، روستایی از توابع نجع حمادی در استان قنا و کشور مصر است.

## جمعیت
براساس سرشماری سال ۲۰۰۶ مصر، جمعیت آن ۵۹۰۳ نفر (۳۰۸۲ مرد و ۲۸۲۱ زن) بوده‌است.